# 水戸黄門 天下の副将軍
『水戸黄門 天下の副将軍』（みとこうもん てんかのふくしょうぐん）は、1959年（昭和34年）7月12日公開の日本映画である。東映製作・配給。監督は松田定次。カラー、東映スコープ、94分。
月形龍之介主演の水戸黄門シリーズ第12作。配収は2億2581万円で、1959年度の邦画配収ランキング第8位となった。

## あらすじ
時は元禄10年。将軍綱吉の後継者争いを嗅ぎつけた水戸黄門光圀は助さん・格さんとともに江戸に入府・登城し、幕閣らの妨げもものともせずに綱吉に兄の子･甲府綱豊を跡継ぎとするよう直言する。水戸家では、庶子であった光圀の亡き兄･頼重が支藩の高松藩主となったが、光圀は兄の子綱條を本家の跡継ぎに貰いうけ、実子･頼常に高松藩の二代藩主を継がせていた。
世情視察ということで神田の「丹前風呂」にお忍びで遊んでいた光圀主従は、大坂の商人･与惣右衛門と名乗る男から、頼常の狂気により高松藩が混乱して周囲が困っていると聞かされる。光圀本人の前と知ってか知らでか、光圀を罵倒する与惣右衛門に憤る謎の板前･伊之吉や水戸家側用人･大田原伝兵衛。
高松藩の難事に、光圀・助さん・格さんと伝兵衛は「水戸屋」一行として旅立つ。

## スタッフ
- 監督：松田定次
- 製作：大川博
- 企画：辻野公晴、中村有隣
- 脚本：小国英雄
- 撮影：川崎新太郎
- 音楽：深井史郎
- 美術：鈴木孝俊

## キャスト
- 水戸光圀：月形龍之介

- 松平頼常（高松藩第二代藩主、光圀の実子）：中村錦之助 (萬屋錦之介)
- 佐々木助三郎：東千代之介

- 渥美格之進：里見浩太郎 (里見浩太朗)[2]
- おはる（島田の宿場女）：丘さとみ
- 将軍綱吉：若山富三郎

- 土岐伊予守（大坂城代）：三島雅夫
- 阿部豊後守（老中）：佐々木孝丸
- かぶと屋番頭：杉狂児
- 戸田山城守（老中）：香川良介
- 猪鼻の権六（山賊）：阿部九洲男
- 加藤玄蕃（高松藩士）：加賀邦男
- やなぎ湯の番頭：星十郎
- 森田数馬：小柴幹治
- 中山隼人：上代悠司
- 表坊主：水野浩
- 中沢弥太夫：高松錦之助
- 空念和尚（高松藩主菩提寺の住職）：武田正憲
- 天王寺屋手代：有馬宏治
- 寺男：団徳麿
- 三宅源八郎：月形哲之介
- 高松藩士：小田部通麿、国一太郎
- 佐藤主水：那須伸太郎

- 佐伯将監（高松藩城代家老）：山形勲
- 中川与惣右衛門（高松藩留守居役、鞆江の父）：進藤英太郎
- 大田原伝兵衛（水戸家側用人）：大河内傳次郎

- 鞆江（頼常の世話役の腰元）：美空ひばり
- 伊之吉：大川橋蔵